# Martine Magnaridès
Martine Magnaridès, née Martine Magnard le 19 juin 1936 à Sallanches, épouse Athanasiadès, est une écrivaine et traductrice vaudoise.

## Biographie
Après des études de lettres à Lyon et à Fribourg-en-Brisgau, elle enseigne plusieurs années en France, en Afrique, en Suisse et en Allemagne.
Elle s'intéresse à tous les genres littéraires : roman, nouvelle, récit, théâtre radiophonique. On lui doit des traductions d'auteurs suisses alémaniques. Elle collabore épisodiquement à des revues et journaux.
Elle a publié depuis 1970 treize ouvrages : Passent les routes (1970), Images et Souvenirs (1971), Fougereine (1976), Déjà la nuit (1981), Le Chant du roi (1983), Hautes Pierres (1989), beau roman initiatique qui obtint le Prix Schiller en 1990, où le héros cherche à percer les mystères du passé de sa famille comme celui de l'humanité en interrogeant la mémoire et en cherchant à déchiffrer les runes de monuments préhistoriques suédois. Puis Haute Mer (1992), Entrez dans la danse (1993), La Plume au vent (1995), Jouez, hautbois (1995), Ceux de Mortemer (1997), Il est des lieux (2004) et Deux Ailes (2008). 
Lauréate de nombreux prix, dont le prix des écrivains vaudois (1995), elle reçoit la Médaille d'or de la Renaissance française pour le rayonnement culturel au titre des lettres (1998). Elle a également enseigné plusieurs années en Valais.

## Ouvrages parus
- Passent les routes, nouvelles, Grassin, 1970,
- Images et souvenirs, Lescuyer, 1971,
- Fougereine, roman, Éditions Perret-Gentil, 1976 et Éditions Plaisir de Lire,
- Déjà la nuit, nouvelles, L'Aire, 1981,
- Le Chant du roi, récit, L'Aire, 1983,
- Hautes Pierres, roman, L'Aire, 1989, Prix Schiller,
- Haute Mer, roman, L'Âge d'Homme, 1992,
- Entrez dans la danse, nouvelles, L'Âge d'Homme,1993,
- La Plume au vent, nouvelles, L'Âge d'Homme, 1995,
- Jouez, hautbois, contes, dessins de Michèle Tharin, Monographic, 1995,
- Ceux de Mortemer, roman, L'Âge d'Homme, 1997,
- Il est des lieux, récits, L'Âge d'Homme, 2004,
- Deux Ailes, récits, La Bruyère, 2008.

## Traductions (de l'allemand)
- La Tessinoise, nouvelles de Thomas Hürlimann, l'Aire, 1984,
- Divico et les Romains, d'Ernest Eberhard, OSL, 1986

## Principaux prix littéraires reçus
- 1990 : prix Schiller pour son roman Hautes Pierres[1],
- 1995 : prix des Écrivains vaudois pour l'ensemble de son œuvre,
- 1998 : Médaille d'or de la Renaissance Française pour le rayonnement culturel, au titre des lettres[2].